# Championnats du monde de pétanque 1994
Navigation
Édition précédente Édition suivante
Les championnats du monde de pétanque 1994 est une édition des championnats du monde de pétanque. 

## Présentation
Cette compétition constitue la 30e édition des championnats du monde de pétanque en triplette sénior et la 4e édition en triplette sénior féminine. Elle se déroule à Clermont-Ferrand (France) en 1994 pour les triplettes séniors. Elle se déroule à Luxembourg (Luxembourg) en 1994 pour les triplettes séniors féminines.

## Résultats àClermont-Ferrand(France)[1]

### Triplette sénior

#### Phase de groupes
| Groupe   | Qualifiés                | Eliminés                                                                    |
| Groupe 1 | Maroc et Pays-Bas 2      | Italie 2, Guinée, États-Unis, Singapour, Hongrie 2, Australie 2 et Portugal |
| Groupe 2 | France 2 et Algérie 2    | Sénégal, Finlande, Espagne 2, Japon, Australie et Canada                    |
| Groupe 3 | France et Maroc 2        | Guinée 2, Norvège, Grande Bretagne, Luxembourg 2, Allemagne et Tunisie 2    |
| Groupe 4 | Luxembourg et Danemark 2 | Singapour 2, Monaco, Suède 2, Hongrie, Israël 2 et Andorre                  |
| Groupe 5 | Madagascar 2 et Tunisie  | Sénégal 2, Israël, Canada, Suède, Allemagne 2 et Andorre 2                  |
| Groupe 6 | France 3 et Algérie      | États-Unis 2, Monaco 2, Madagascar, Irlande, Estonie et Norvège 2           |
| Groupe 7 | Belgique et Suisse       | Finlande 2, Djibouti 2, Japon 2, Thaïlande 2, Italie et Grande Bretagne 2   |
| Groupe 8 | Suisse 2 et Belgique 2   | Djibouti, Thaïlande, Espagne, Pays-Bas et Portugal 2                        |

#### Phases de poules
| Poule   | Qualifiés              | Eliminés               |
| Poule 1 | Luxembourg et Belgique | Suisse et Suisse 2     |
| Poule 2 | France 2 et France     | Pays-Bas 2 et Maroc 2  |
| Poule 3 | France 3 et Maroc      | Algérie et Danemark    |
| Poule 4 | Tunisie et Algérie 2   | Belgique et Madagascar |

#### Phase finale
| Nation    | Score | Nation     |
| --------- | ----- | ---------- |
| Algérie 2 | 13-5  | Luxembourg |
| Belgique  | 13-7  | Tunisie    |
| France    | 13-10 | France 3   |
| France 2  | 13-8  | Maroc      |

| Nation   | Score | Nation    |
| -------- | ----- | --------- |
| France   | 13-0  | Algérie 2 |
| Belgique | 13-12 | France 2  |

| Nation   | Score | Nation    |
| -------- | ----- | --------- |
| France 2 | 13-12 | Algérie 2 |

| Nation | Score | Nation   |
| ------ | ----- | -------- |
| France | 15-12 | Belgique |

## Résultats àLuxembourg(Luxembourg)[1]

### Triplette sénior féminine

#### Phase de groupes
| Groupe   | Qualifiés           | Eliminés                                         |
| Groupe 1 | Espagne et Canada   | Hongrie, Finlande, Allemagne et Maroc            |
| Groupe 2 | Madagascar et Suède | Israël, Andorre, Pays-Bas et Grande Bretagne     |
| Groupe 3 | France et Norvège   | États-Unis, Luxembourg 2, Belgique et Danemark   |
| Groupe 4 | France 2 et Italie  | Estonie, Suisse, Luxembourg, Thaïlande et Monaco |

#### Phase finale
| Nation     | Score | Nation  |
| ---------- | ----- | ------- |
| France     | 13-8  | Italie  |
| Canada     | 13-10 | Norvège |
| Madagascar | 13-11 | Espagne |
| Suède      | bat   | France  |

| Nation | Score | Nation     |
| ------ | ----- | ---------- |
| France | 13-11 | Madagascar |
| Canada | 13-9  | Suède      |

| Nation     | Score | Nation |
| ---------- | ----- | ------ |
| Madagascar | 13-8  | Suède  |

| Nation | Score | Nation |
| ------ | ----- | ------ |
| France | 15-0  | Canada |

## Podiums
| Épreuve                   | Or                                                   | Argent                                                   | Bronze                                                                     |
| ------------------------- | ---------------------------------------------------- | -------------------------------------------------------- | -------------------------------------------------------------------------- |
| Triplette sénior          | Alain Bideau - Didier Choupay - Michel Loy           | Joël Marchandise - Michel Vancampenhout - Charles Weibel | Michel Briand - Christian Fazzino - Jean-Marc Foyot                        |
| Triplette sénior féminine | Nathalie Gelin - Sylvette Innocenti - Michèle Moulin | Charlotte Bernard - Sonia Coulomb - ?                    | Hantarivah Randrianasoa - Annie-R Rakotonniaina - Francine Randriantenaina |

## Tableau des médailles
| Rang  | Nation     | Or | Argent | Bronze | Total |
| ----- | ---------- | -- | ------ | ------ | ----- |
| 1     | France     | 2  | 0      | 1      | 3     |
| 2     | Belgique   | 0  | 1      | 0      | 1     |
| 2     | Canada     | 0  | 1      | 0      | 1     |
| 4     | Madagascar | 0  | 0      | 1      | 1     |
| Total | Total      | 2  | 2      | 2      | 6     |